# 岡田恵美子

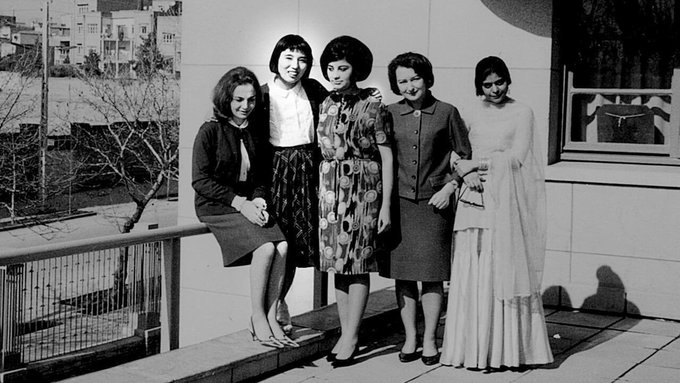
テヘラン大学にて

岡田 恵美子（おかだ えみこ、1932年3月29日 - ）は、ペルシア文学者、元東京外国語大学教授。夫は十八世紀フランス文学者の岡田直次。
東京生まれ。旧姓は中村。1955年東京学芸大学国語科卒、中学校の国語教師を務めた後、1963年に31歳でテヘラン大学に留学、1967年、同大学で日本人で初めて文学部博士課程修了、文学博士号を取得する。帰国後、1967年東京外国語大学講師、1982年助教授、同年『イラン人の心』で日本エッセイスト・クラブ賞受賞。1988年教授、のち中央大学客員教授を経て総合政策学部教授、退職後は日本イラン文化交流協会会長。

## 著書
- 『ペルシア語基礎語彙集 ペルシャ語→日本語』泰流社、日本イラン協会編集、1976年
- 『日本語ペルシア語基礎語彙集』泰流社、1977年、新装版1993年
- 『やさしいペルシア語・会話』泰流社、1978年
- 『イラン人の心』日本放送出版協会・NHKブックス、1981年。増補版・人文書館、2020年
- 『ペルシアの神話 光と闇のたたかい』筑摩書房、1982年。改訂版・ちくま学芸文庫、2023年、沓掛良彦解説
- 『隣りのイラン人』平凡社、1998年
- 『言葉の国イランと私　世界一お喋り上手な人たち』平凡社、2019年

共著・編著
- 『ペルシア文字の書き方・綴り方』泰流社、1977年
- 『ロマネスク二人旅』岡田直次 筑摩書房、1984年
- 『コンパクト・ペルシア語会話』I.パールシーネジャード 大学書林、1987年
- 『イランを知るための65章』北原圭一・鈴木珠里 明石書店、2004年
- 『イスラーム世界のことばと文化』佐藤次高共編著、成文堂、2008年
- 『CD版 ペルシャ語基本単語2000』語研、2007年 ISBN 978-4876155460

### 翻訳
- ニザーミー『ホスローとシーリーン』平凡社東洋文庫、1977年、ワイド版2006年
- ニザーミー『ライラとマジュヌーン』平凡社東洋文庫、1981年、ワイド版2006年
  - フェルドウスィー/ニザーミー『ペルシアの四つの物語』平凡社、2004年。編訳
- F.A.グルガーニー『ヴィースとラーミーン ペルシアの恋の物語』平凡社、1990年
- 『ペルシアの民話』大学書林、1994年
- 『ペルシア民俗誌』奥西峻介共訳、平凡社東洋文庫、1999年、ワイド版2009年
- フェルドウスィー『王書（シャー・ナーメ） 古代ペルシャの神話・伝説』岩波文庫、1999年
- 『西アジアの神話』岡田直次共編 ポプラ社、2000年
- オマル・ハイヤーム『ルバーイヤート』平凡社ライブラリー、2005年
- ジャーミー『ユースフとズライハ』平凡社東洋文庫、2012年

## 参考
- 2001年度定年退職教員 岡田恵美子教授略歴ならびに著書目録「総合政策研究」2002-5